# Smicrus
Smicrus är ett släkte av skalbaggar som beskrevs av Matthews 1872. Smicrus ingår i familjen fjädervingar.
Släktet innehåller bara arten Smicrus filicornis.